# Departamentul Lempira
Departamentul Lempira este unul dintre cele 18 departamente ale Hondurasului situat în partea de vest a țării, având graniță cu El Salvador. A fost numit departamentul Gracias până în 1943, iar capitala departamentală este Gracias.
În vremurile coloniale, Gracias era un centru administrativ important pentru spanioli. În cele din urmă, și-a pierdut din importanță în favoarea orașului Antigua în Guatemala.
Lempira este un departament cu teren accidentat și este relativ izolat de restul țării. Aici se află cel mai înalt vârf de munte din Honduras, Cerro las Minas. Departamentul a primit numele după Lempira, șef de trib local al populației Lenca, care a luptat împotriva conchistadorilor spanioli la începutul secolului al XVI-lea. Opalul este extras din minele de lângă orașul Opatoro.
Departamentul acoperă o suprafață totală de 4.290 km² și, în 2005, avea o populație estimată de 277.910.

## Municipalități
1. Belén
2. Candelaria
3. Cololaca
4. Erandique
5. Gracias
6. Gualcince
7. Guarita
8. La Campa
9. La Iguala
10. Las Flores
11. La Unión
12. La Virtud
13. Lepaera
14. Mapulaca
15. Piraera
16. San Andrés
17. San Francisco
18. San Juan Guarita
19. San Manuel Colohete
20. San Marcos de Caiquín
21. San Rafael
22. San Sebastián
23. Santa Cruz
24. Talgua
25. Tambla
26. Tomalá
27. Valladolid
28. Virginia